# Inlecypris
Az Inlecypris  a csontos halak (Osteichthyes) főosztályának sugarasúszójú halak (Actinopterygii)  osztályába, a pontyalakúak (Cypriniformes) rendjébe, a pontyfélék (Cyprinidae) családjába és a Danioninae alcsaládjába tartozó nem .

## Rendszerezés
A nemhez az alábbi 2 faj tartozik.
- Thaiföldi pisztrángmárna (Inlecypris auropurpurea)
- Inlecypris jayarami